# Deschampsia maderensis
Deschampsia maderensis är en gräsart som först beskrevs av Eduard Hackel och Joseph Friedrich Nicolaus Bornmüller, och fick sitt nu gällande namn av Adolphine Buschmann. Deschampsia maderensis ingår i släktet tåtlar, och familjen gräs. IUCN kategoriserar arten globalt som otillräckligt studerad.
Artens utbredningsområde är Madeira. Inga underarter finns listade i Catalogue of Life.